# Metastenasellus wikkiensis
Metastenasellus wikkiensis is een pissebed uit de familie Stenasellidae. De wetenschappelijke naam van de soort is voor het eerst geldig gepubliceerd in 1972 door Lincoln.